# Dwór Pongraczów w Liptowskim Mikułaszu

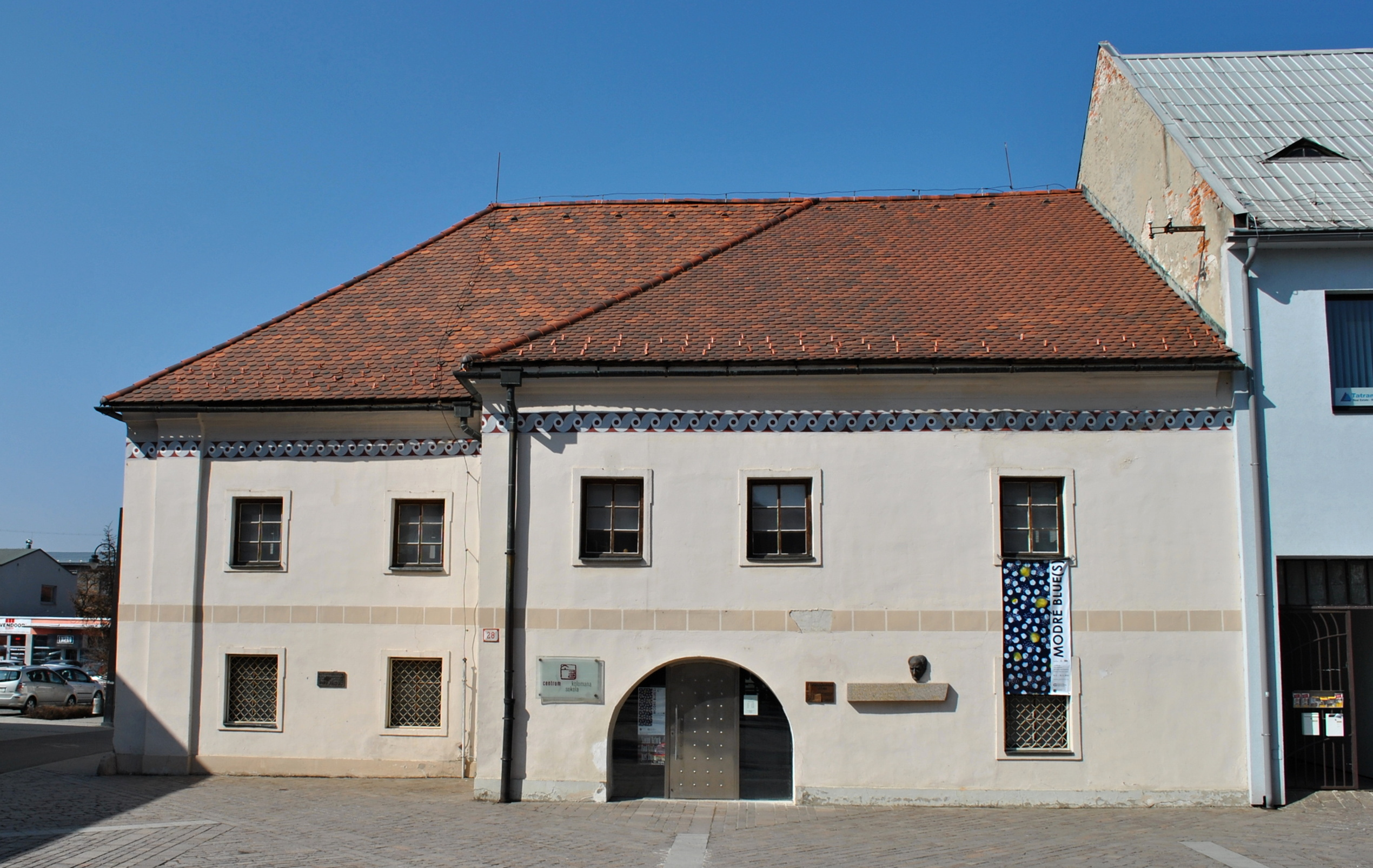
Dwór Pongraczów (fasada od strony kościoła św. Mikołaja)

Dwór Pongraczów w Liptowskim Mikułaszu (słow. Pongrácovská kúria) – murowana budowla o średniowiecznym rodowodzie w centrum miasta Liptowski Mikułasz na Słowacji, dawna siedziba bogatej rodziny szlacheckiej Pongraczów, związanych z Liptowskim Mikułaszem co najmniej od 1286 r. Najstarszy świecki zabytek architektury w Liptowskim Mikułaszu (i drugi w ogóle, po kościele św. Mikołaja).
Murowana, piętrowa budowla na rzucie litery „L”, usytuowana jest przy Placu Wyzwolicieli (słow. Námestie osloboditeľov) nr 28, naprzeciwko kościoła św. Mikołaja. Została wybudowana około połowy XV w. Wkrótce też Pongraczowie otoczyli ją wraz z kościołem murem obronnym, tworząc charakterystyczny dla wielu węgierskich miast „zamek miejski”. Mur ten, obudowany później od połowy XVIII w. kramami żydowskich kupców (znanymi tu jako kramárnice), identyfikowalny był w znacznej części jeszcze pod koniec XIX w., do pożaru miasta w 1883 r. Jeden jego fragment z widocznymi strzelnicami zachował się do naszych czasów w podwórzu samego dworu.
W czasach, w których żupa liptowska nie miała jeszcze swojej stałej siedziby (XVII i początek XVIII w.), jej zgromadzenia odbywały się w dworze Pongraczów. Być może, że tu również w marcu 1713 r., kiedy jeszcze świeżo zakupiony przez żupę tzw. „pierwszy dom żupny” znajdował się w przebudowie, odbył się sąd nad słynnym zbójnikiem, Jurajem Janosikiem.
Dwór, poddawany z biegiem wieków licznym przebudowom, poza przysadzistymi kształtami i fragmentami pierwotnych murów nie zachował już innych gotyckich elementów. W latach 1976 – 1980 obiekt przeszedł gruntowną rekonstrukcję, po czym pełnił funkcję siedziby rozmaitych instytucji kulturalnych. W roku 2002, gdy światowej sławy grafik Koloman Sokol (1902–2003) ofiarował miastu i  Liptowskiej Galerii P. M. Bohúňa duży zbiór swoich dzieł, budynek  został zaadaptowany na potrzeby Centrum Kolomana Sokola. W 2017 r. zainstalowano w nim nową, stałą wystawę pn. "Życie i dzieło Kolomana Sokola" (słow. Život a dielo Kolomana Sokola).